# オーギュスト・ニコラ・ヴァイヤン

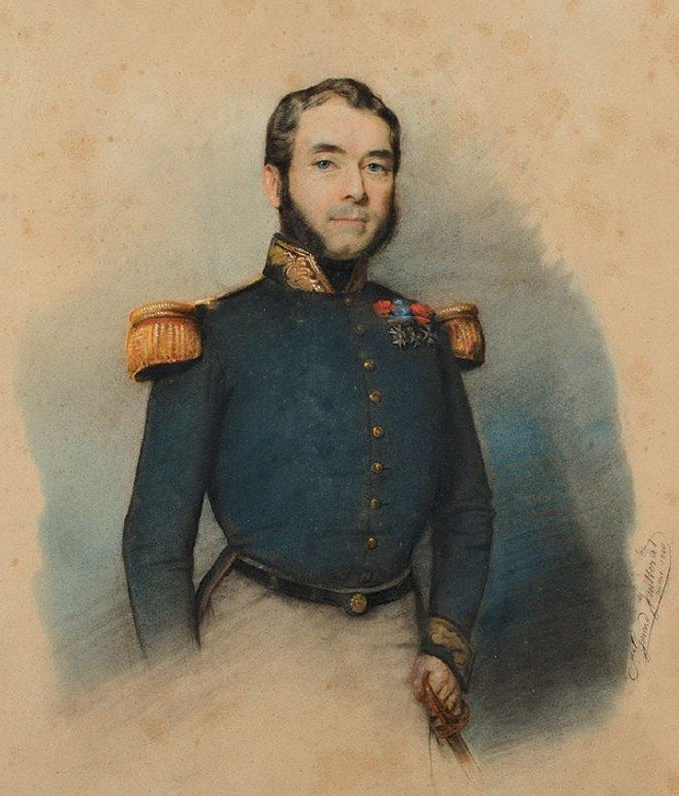

オーギュスト・ニコラ・ヴァイヤン（Auguste-Nicolas Vaillant、1793年7月2日 - 1858年11月1日）はフランスの海軍士官である。1835年からBonite号の世界周航探検航海を率いた。

## 略歴

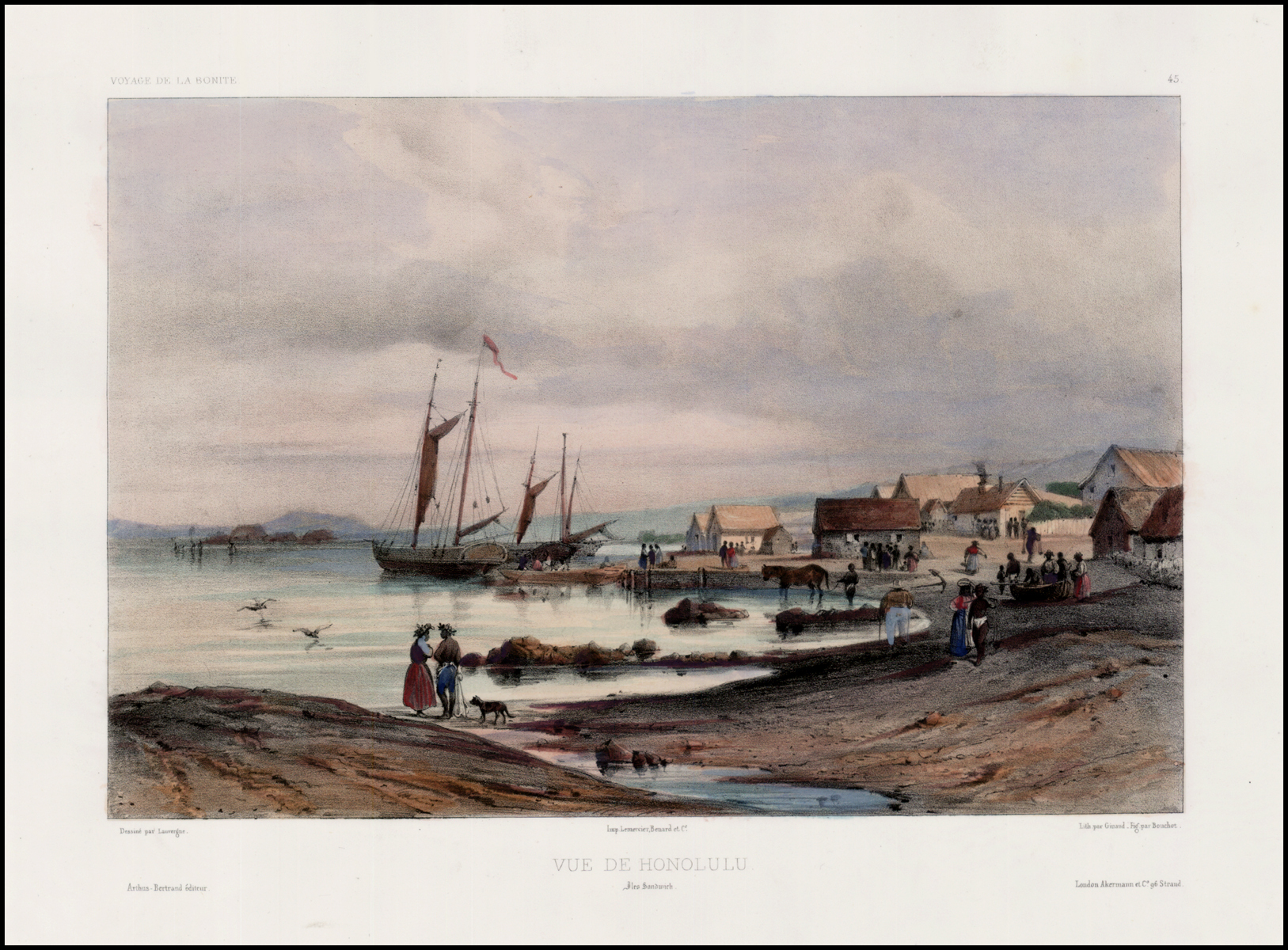
ホノルルのBonite号

パリで生まれた。1808年にフランス海軍に入隊し、フランス第一帝政下でオランダなどでの戦いに参加した。1816年にナポレオンの支持者として海軍を追放されるが、1817年に海軍に復帰した。1818年にフランス領ギアナに派遣され、マロニ川流域の探検を行ない、地図を製作した。1824年に中尉に昇格しレバント、チュニス、カタロニアなどの沿岸で働いた。1828年には、オスマン・トルコの領地であったギリシャのペロポネソス半島にフランス陸軍が侵攻した後の調査に加わり、レパントに駐留した。
1835年に世界周航探検航海を行うBonite号の船長に任じられた。航海の目的は外交官をさまざまな外国の地に送ることであったが多くの科学者が乗船し、科学的な観測が行われた。乗船した科学者にはシャルル・ゴーディショー＝ボープレ、ダロンドー（Benoît Darondeau）、エドゥ（Joseph Fortuné Théodore Eydoux）らがいた。Bonite号は1836年2月6日にトゥーロンを出航し、ジブラルタル海峡を抜けて大西洋を横断し、リオデジャネイロに3月に到着し、ホーン岬を越えて、チリのバルパライソに6月17日に着いた。ペルーからハワイのホノルル、マニラ、広東、シンガポール、カルカッタ、ポンディシェリ、レユニオン、喜望峰、セントヘレナを経由してブレストに1837年11月に帰還した。21ヶ月の航海で、ただ1人の乗組員も失われなかった。
探検の記録は"Voyage autour du monde :exécuté pendant les années 1836 et 1837 sur la corvette la Bonite"として出版された。

## Voyage autour du mondeの図版

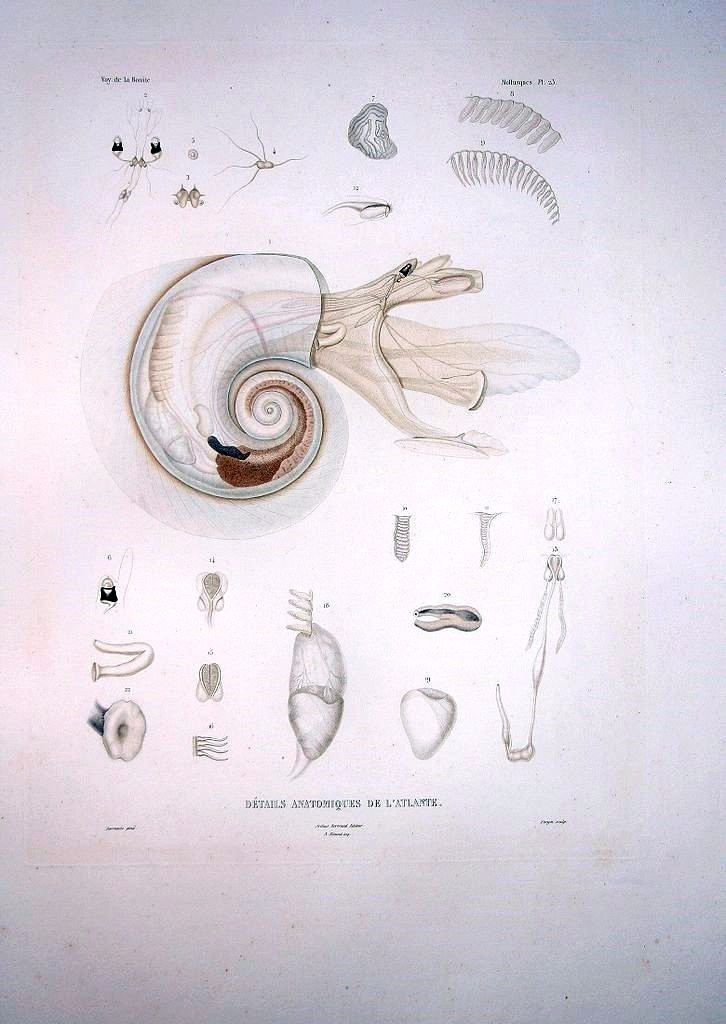
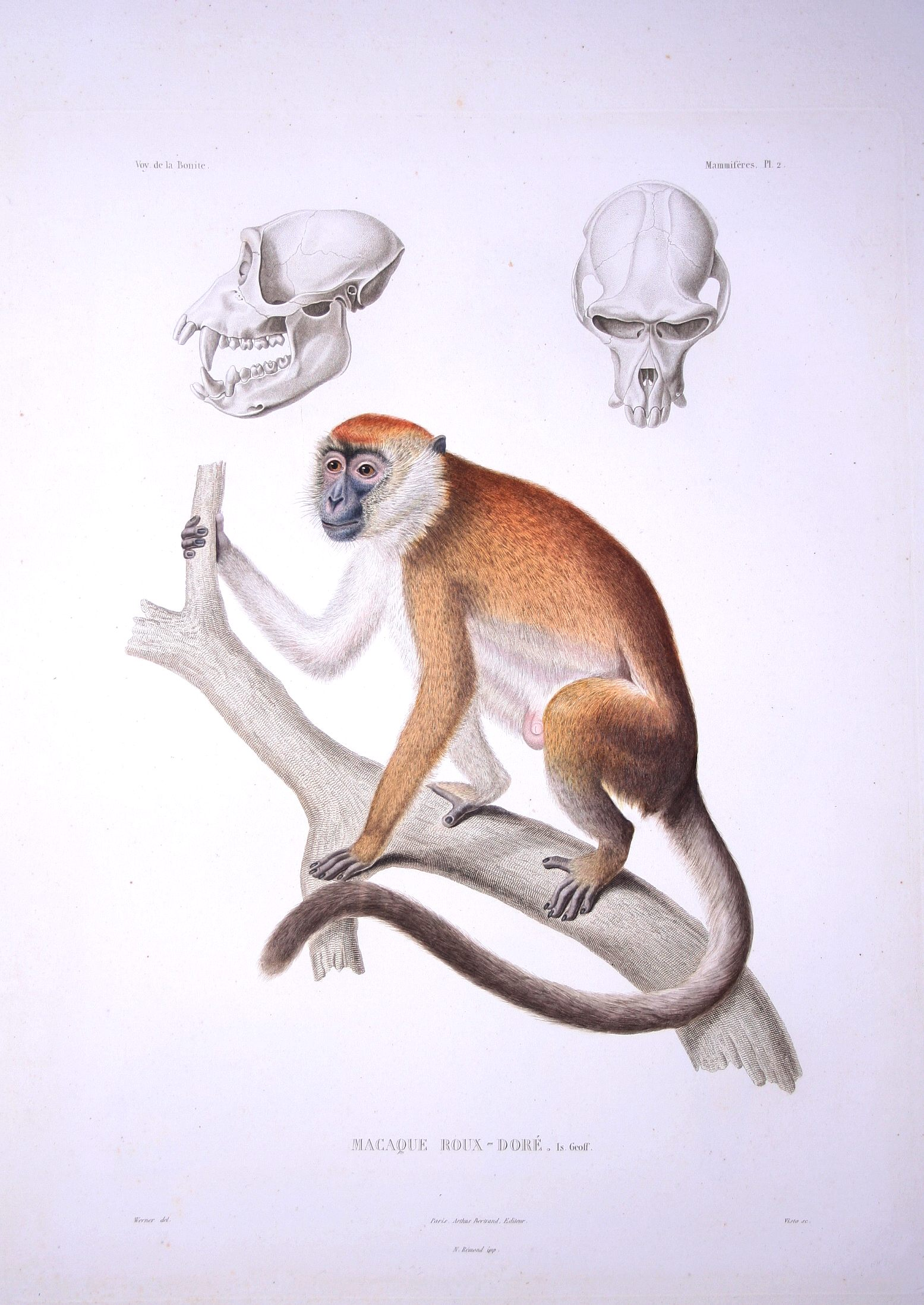
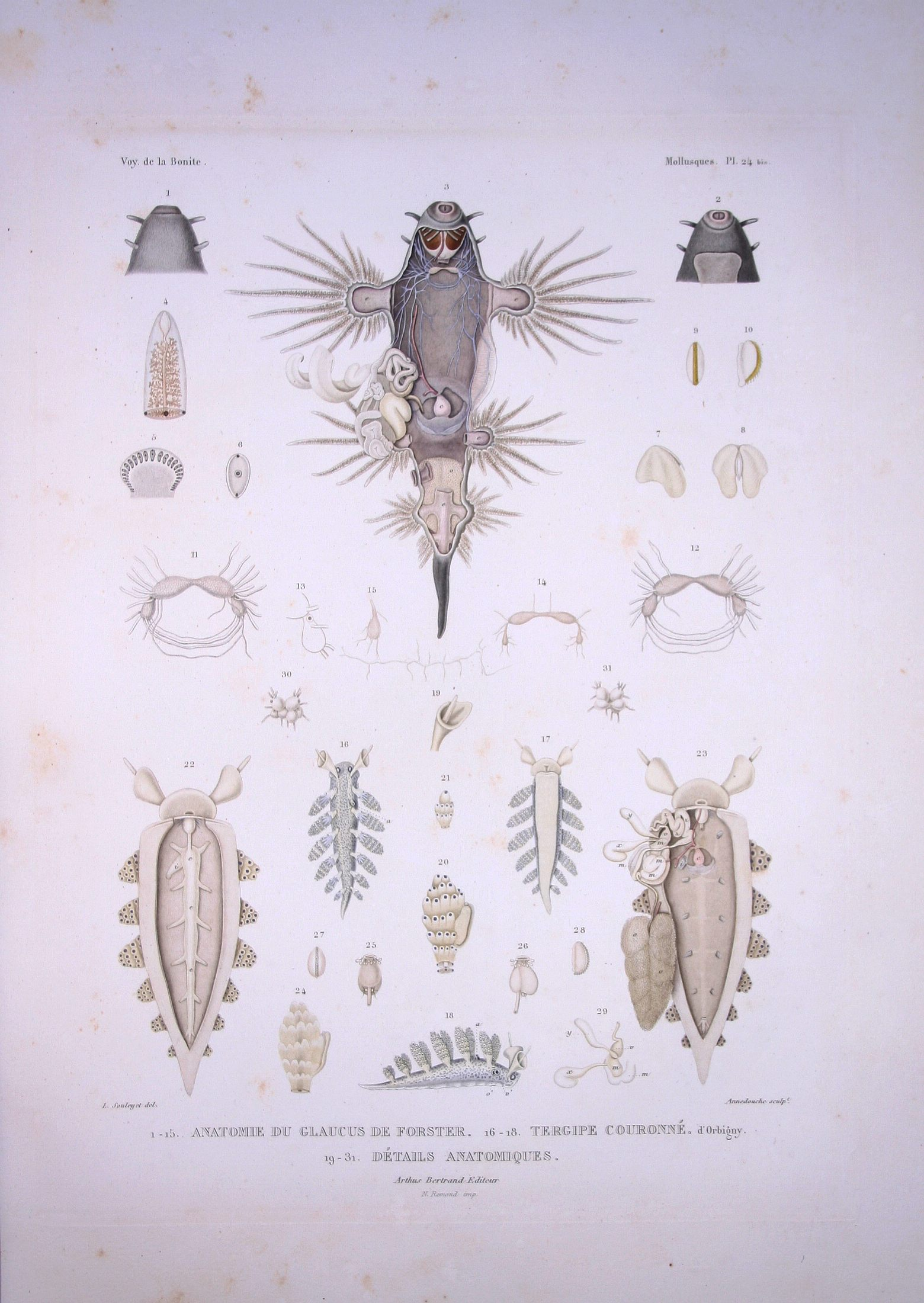
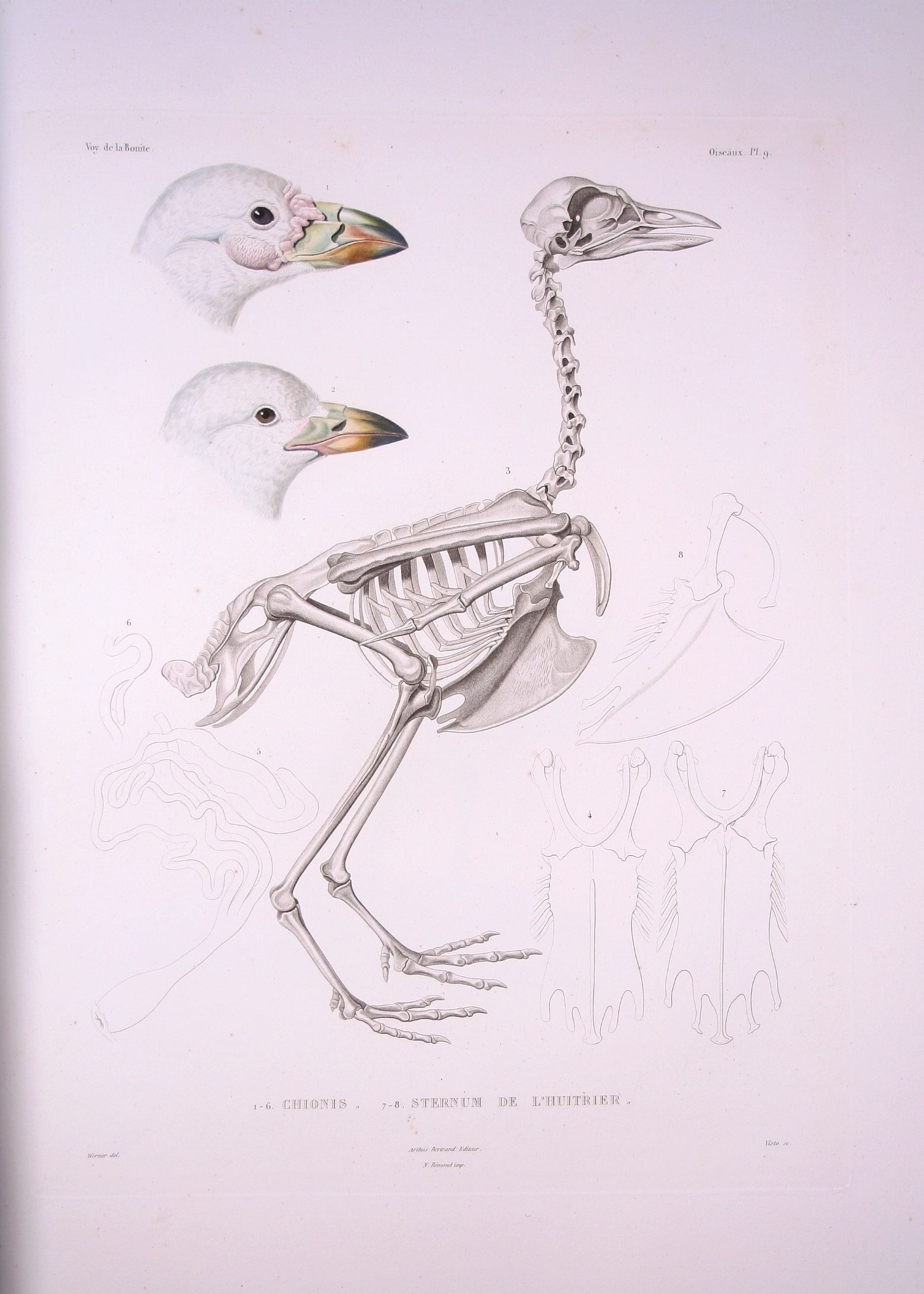